# Dirphiella taylori
Dirphiella taylori is een vlinder uit de familie nachtpauwogen (Saturniidae), onderfamilie Hemileucinae.
De wetenschappelijke naam van de soort is voor het eerst geldig gepubliceerd door Donahue & Lemaire in 1975.